# Las Tunas
Victoria de Las Tunas oder kurz Las Tunas ist eine kubanische Stadt und Municipio im Osten des Landes. Sie ist die Hauptstadt der gleichnamigen Provinz und hat 202.105 Einwohner (Zensus 2012). Die Stadt Las Tunas wurde 1759 gegründet. Sie wird als „Hauptstadt der Skulptur“ bezeichnet, da auf ihren etwa 600 km² Fläche zirka 70 monumentale Werke ausgestellt sind.

## Gemeinde
Die Gemeinde Las Tunas ist mit ihren 895,34 km² die drittgrößte der Provinz mit 13,6 % und die 34größte in Kuba. In Bezug auf die Bevölkerung ist es mit 198.361 Einwohnern die am dichtesten besiedelte Provinz. Neben der Stadt Las Tunas gehören zur Gemeinde die Siedlungen von Bartle und Cuatro Caminos.
Grenzgemeinden sind im Norden: Manatí und Puerto Padre, im Osten: Majibacoa, im Süden: Jobabo und Río Cauto (Granma), im Westen: Jobabo und Guáimaro (Camagüey).

## Verkehr
Aufgrund seiner strategischen Lage am Eingang zum Osten Kubas wird Las Tunas von der Autobahn und der zentralen Eisenbahn und den wichtigsten Straßen des Landes durchquert. Die Stadt ist auch eine wichtige Straßenverbindung, die sie mit den anderen Gemeinden der Provinz verbindet.
Der Flughafen Hermanos Ameijeiras Airport (IATA-Code: VTU, ICAO-Code: MUVT), verwaltet von ECASA, liegt 4 Kilometer von der Stadt entfernt in nordwestlicher Richtung. Es bietet regelmäßige Flüge nach Havanna.

## Legenden und Sagen

### Das weiße Pferd oder der kopflose Indio
Aus der Kolonialzeit entstammt die seltsame Legende des weißen Pferdes, welches um Mitternacht herauskommt und immer von einem Indio ohne Kopf geführt wird. Diese Erscheinung sei ein Vorbote einer Tragödie in der Bevölkerung. Ein Wandbild auf einer der Innenwände des Hotels "Tunas" spiegelt diese Geschichte wider.

### Der Geist von Ahogapollos (Fluss)
Es begann in einer dunklen Nacht, in der ein starker Regen drohte. Eine Frau, die allein in ihrem Haus war, bemerkte ein kleines rotes Licht am Ufer des Flusses Ahogapollos. Sie war sich sicher, dass es sich um den Geist einer gequälten Seele handeln musste. Das oszillierende Licht erschreckte die Frau, die sich ängstlich in ihr Heim einsperrte, um auf ihren Ehemann zu warten. Als er nach Hause kam, erzählte sie ihm alles und fügte die Dinge hinzu, die die Panik sie sehen ließ.
Am nächsten Morgen nach einer Nacht der Schlaflosigkeit und des Schreckens waren Mann und Frau damit beschäftigt, die Nachrichten in alle Häuser der Nachbarn zu bringen, und mehr als einer, ohne etwas mit Sicherheit gesehen zu haben, sagte, er habe auch Lichter gesehen, die zum Himmel aufstiegen vom nahe gelegenen Friedhof. Das mysteriöse Licht erschien weiterhin in dunklen Nächten, immer am selben Ort und an derselben Stelle. Diese populäre Fantasie machte das Licht zu etwas Außergewöhnlichem.
Der Terror hatte die Nachbarn ergriffen, die Abergläubigsten schlossen sich bei Einbruch der Dunkelheit in ihren Häusern ein. Es wird gesagt, dass selbst heute noch in den dunkelsten Nächten von Zeit zu Zeit Lichter gesehen werden, wenn man die kleinen Brücken über den Fluss Ahogapollos überquert.

## Persönlichkeiten
- Yoandys Lescay (* 1994), Sprinter
- Reynaldo Espinosa (* 2003), Sprinter
- Yander Herrera (* 2006), Hürdenläufer